# Bildrechte
Bildrechte sind die Urheberrechte des Lichtbildners an seinem Lichtbild oder Lichtbildwerk. Außerdem fallen hierunter das Persönlichkeitsrecht einer fotografierten Person, das Hausrecht beim Fotografieren auf fremden Grundstücken sowie gewerbliche Schutzrechte an einem fotografierten Gegenstand, die unter bestimmten Voraussetzungen eine Fotografiererlaubnis erforderlich machen.

## Urheberrechtlicher Schutz

### Internationale Übereinkünfte
Als die wichtigste internationale Grundlage auf dem Gebiet des Urheberrechts gilt die Revidierte Berner Übereinkunft (RBÜ), ursprünglich Berner Übereinkunft zum Schutz von Werken der Literatur und Kunst vom 9. September 1886.
Sie verlangt allgemein mindestens 50 Jahre Schutzdauer für Werke nach dem Tod des Urhebers, sowie mindestens 25 Jahre für fotografische Werke (Art. 7 Abs. 4 RBÜ) als Mindeststandard für die nationale Gesetzgebung.
Darüber hinaus gibt es das Welturheberrechtsabkommen vom 6. September 1952 revidiert am 24. Juli 1971 in Paris. Die Werke der Angehörigen der anderen vertragschließenden Staaten werden hierdurch wie die auf eigenem Gebiet veröffentlichten Werke der eigenen Staatsangehörigen geschützt.

### Deutschland
Diese Rechte werden in Deutschland heute im Urheberrechtsgesetz festgelegt. Zu den Verwertungsrechten nach dem Urheberrechtsgesetz gehören Vervielfältigungsrechte, Verbreitungsrechte und Veröffentlichungsrechte, zu den Persönlichkeitsrechten zählen das Recht auf Anerkennung der Urheberschaft (z. B. Nennung des Namens) und das Verbot der Entstellung.
Das Recht am eigenen Bild ist in Deutschland im Kunsturheberrechtsgesetz geregelt.

### Österreich
Das Urheberrecht wird durch das Bundesgesetz über das Urheberrecht an Werken der Literatur und der Kunst und über verwandte Schutzrechte festgelegt.

### Schweiz
Das Urheberrecht wird im Bundesgesetz über das Urheberrecht und verwandte Schutzrechte geregelt. Nach Art. 2 Abs. 3 des Schweizer Urheberrechtsgesetzes gelten seit 2019 fotografische Wiedergaben dreidimensionaler Objekte stets als urheberrechtlich geschützte Werke, ausdrücklich "auch wenn sie keinen individuellen Charakter haben".

### USA
Seit der Änderung von § 302 des US Copyright Act durch den Sonny Bono Copyright Term Extension Act von 1998 beträgt die Schutzfrist des Urheberrechts in den USA 70 Jahre nach dem Tode des Urhebers. Darüber hinaus sind das Datum der Veröffentlichung oder die Eintragung der Rechte bei der Berechnung der Schutzdauer zu berücksichtigen.
Nach Titel 17 des United States Code sind Briefmarken mit Erstausgabetag
- vor dem 31. Dezember 1977 gemeinfrei (public domain),
- nach dem 1. Januar 1978 urheberrechtlich geschützt für den United States Postal Service. Hier ist eine schriftliche Genehmigung erforderlich.[5]

In den USA erklärte 1999 ein Gericht in der Entscheidung Bridgeman Art Library vs. Corel Corporation originalgetreue Gemäldefotografien für nicht copyrightfähig, da ihnen die Originalität fehle (United States District Court for the Southern District of New York, 18. Februar 1999). Der Softwarehersteller Corel hatte hier Diapositive der Bridgeman Art Library für die Bildersammlung einer eigenen CD-ROM verwendet.

### Großbritannien
In Großbritannien versuchen Verlage, sich aufgrund des Prinzips Sweat of the brow („im Schweiße des Angesichts“) im Common Law auf einen Schutz von Reproduktionen zu berufen.

### China
Für Werke von chinesischen Bürgern, Unternehmen, Organisationen usw. sowie für Werke von Ausländern, die zuerst in der Volksrepublik China veröffentlicht wurden, gilt das Urheberrechtsgesetz der Volksrepublik China, verabschiedet vom Ständigen Ausschuss des Nationalen Volkskongresses am 7. September 1990 in der Fassung vom 27. Oktober 2001.
Ansonsten gelten die allgemeinen oder besonderen internationalen Verträge, die China unterzeichnet hat. China trat 1992 dem Welturheberrechtsabkommen und der Berner Übereinkunft bei.

## Bildrechte in Deutschland

### Geschichte
Die Geschichte der Fotografie beginnt 1826 mit dem ersten Foto von Niépce und den Verbesserungen durch Daguerre im Jahre 1835. Im Laufe der Jahre wurden Fotografien in Gesetzen ausdrücklich genannt und die diesbezüglichen Bestimmungen über Schutz und Schutzfristen wiederholt verlängert.

#### 1865
Das Königreich Bayern gewährte der Fotografie Rechte im Gesetz zum Schutze der Urheberrechte an literarischen Erzeugnissen und Werken der Kunst von 1865, basierend auf dem in anderen Ländern nicht umgesetzten Frankfurter Entwurf eines deutschen Urheberrechtsgesetzes.

#### 1876
Nach dem Gesetz betreffend den Urheberrechtsschutz an Werken der Photographie vom 10. Januar 1876 betrug die Schutzfrist für Fotos fünf Jahre.

#### 1907
Das Gesetz betreffend das Urheberrecht an Werken der bildenden Künste und der Photographie (KUG) vom 9. Januar 1907 sah eine Schutzfrist von zehn Jahren ab ihrem Erscheinen, beziehungsweise ab ihrer Herstellung vor. Ferner galten 25 Jahre Schutzfrist nach dem Tode des Urhebers, wenn das Werk bis zu dessen Tode noch nicht erschienen war.

#### 1940
Die Frist für das Urheberrecht nach dem Erscheinen wurde durch Gesetz zur Verlängerung der Schutzfristen für das Urheberrecht an Lichtbildern vom 12. Mai 1940 auf 25 Jahre verlängert.

#### 1965 – Urheberrechtsreformen in BRD und DDR
Im Urheberrechtsgesetz von 9. September 1965 (in Kraft ab 1. Januar 1966) wurde zwischen Lichtbildern (§ 72) und Lichtbildwerken (§ 68), bei denen eine eigene geistige Schöpfung vorliegt, unterschieden. Die Schutzfrist betrug jeweils 25 Jahre. Das KUG war abgelöst.
In der DDR löste das Gesetz über das Urheberrecht vom 13. September 1965 die Bestimmungen in den alten Reichsgesetzen über Rechte und Pflichten des Urhebers ab.

#### 1985
Mit der Gesetzesänderung vom 24. Juni 1985 waren einfache Lichtbilder 25 Jahre geschützt, Lichtbilder als Dokumente der Zeitgeschichte aber 50 Jahre. Lichtbildwerke waren jetzt bis zu 70 Jahre nach dem Tod des Autors geschützt. Nach § 137a Abs. 1 UrhG konnte sich die Schutzfrist entsprechend verlängern, wenn sie bis zum Inkrafttreten noch nicht abgelaufen war.

#### 1990 – Einigungsvertrag
Die Sonderbestimmungen des Einigungsvertrages (Abschnitt II 2 im Sachgebiet E) sahen für vor dem 3. Oktober 1990 geschaffene Werke und erbrachte Leistungen vor: „Die Vorschriften des Urheberrechtsgesetzes sind auf die vor dem Wirksamwerden des Beitritts geschaffenen Werke anzuwenden. Dies gilt auch, wenn zu diesem Zeitpunkt die Fristen nach dem Gesetz über das Urheberrecht der Deutschen Demokratischen Republik schon abgelaufen waren.“
In der DDR und in der Bundesrepublik aufgenommene Fotografien werden somit nahezu gleichgestellt behandelt.

#### 1995 – Anpassungen an EU-Recht
Die Unterscheidung von einfachen und zeitgeschichtlichen Lichtbildern wurde in der Änderung des Urhebergesetzes vom 23. Juni 1995 zum 1. Juli 1995 aufgehoben, die Schutzfrist für Lichtbilder beträgt seitdem 50 Jahre nach Entstehung (wenn das Lichtbild innerhalb dieser Zeit nicht veröffentlicht wurde) oder 50 Jahre nach Veröffentlichung (§ 72 Abs. 3 UrhG).
Nach Art. 6 der Schutzdauerrichtlinie 93/98/EWG vom 1. Juli 1995 wurden im EU-Recht viele Lichtbilder zu Lichtbildwerken, wenn sie eine individuelle Betrachtungsweise oder künstlerische Aussage des Fotografen zum Ausdruck bringen. Lichtbildwerke waren bereits seit 1985 bis zu 70 Jahre nach dem Tod des Autors geschützt.
Die Schutzdauerrichtlinie der EU lässt es genügen, dass ein Schutz noch besteht, wenn in einem der Mitgliedstaaten der Schutz am 1. Juli 1995 noch nicht abgelaufen war.
Die daraus abgeleitete Übergangsvorschrift im Urhebergesetz lautet (§ 137f UrhG): „Die Vorschriften dieses Gesetze in der ab dem 1. Juli 1995 geltenden Fassung sind auch auf Werke anzuwenden, deren Schutz nach diesem Gesetz vor dem 1. Juli 1995 abgelaufen ist, nach dem Gesetz eines anderen Mitgliedstaates der Europäischen Union oder eines Vertragsstaates des Abkommens über den Europäischen Wirtschaftsraum zu diesem Zeitpunkt aber noch besteht.“
Vor diesem Hintergrund verweisen Juristen darauf, dass in Spanien für Werke, die bis 1987 entstanden, eine Schutzfrist von 80 Jahren p.m.a. galt, wenn sie in eine Urheberrechtsrolle eingetragen waren (Art. 6 Abs. l LPI vom 10. Januar 1879 und Königliche Verordnung vom 3. September 1880).
Nach einer Entscheidung des Hanseatischen Oberlandesgericht in Hamburg lebten die Rechte an einem als Lichtbildwerk eingestuften Foto aus dem Jahre 1941, das ein auftauchendes Unterseeboot zeigt, wieder auf, da das erstmals 1943 in Italien erschienene Foto zum Stichtag 1. Juli 1995 mindestens in Spanien noch geschützt war. In diesem Fall war das Foto aber zum Zeitpunkt der Aufnahme von Spanien in die EU 1986 noch in Italien geschützt.
Dies hat in der Regel zur Folge, dass das Lichtbildwerk eines europäischen Urhebers nur dann sicher nicht mehr geschützt ist, wenn das Schutzrecht im Land der Erstinverkehrbringung 1986 abgelaufen war, oder der Urheber seit mindestens 70 Jahren tot ist. Eine Gemeinfreiheit, die bereits bestanden hat, ist dadurch nicht mehr gültig, sodass nachträglich auch Vergütungsansprüche entstehen können. Allerdings ist die Rechtsunsicherheit sehr groß, da die Zahl der Urteile in diesem Bereich sehr gering ist.
Zu den Anpassungen an das EU-Recht zählte weiter die Aufhebung des Begriffs der zeitgeschichtlichen Lichtbilder zum 1. Juli 1995.

#### 2021 – Anpassung an EU-Richtlinie 2019/790
Weitere Anpassungen an EU-Recht erfolgten am 7. Juni 2021 mit Inkrafttreten des Gesetzes zur Anpassung des Urheberrechts an die Erfordernisse des digitalen Binnenmarktes zur Umsetzung der Richtlinie (EU) 2019/790 (Urheberrecht im digitalen Binnenmarkt) (DSM-Richtlinie) vom 17. April 2019. Nach Artikel 14 der Richtlinie entfällt mit Ablauf des Schutzes für Werke der bildenden Kunst (works of visual art) auch der Schutz ihrer Vervielfältigung durch Urheberrechte oder verwandte Schutzrechte, solange die Reproduktion selbst keine eigene geistige Schöpfung darstellt. Dies wurde in Deutschland durch einen neu eingefügten Paragraphen (nämlich § 68 UrhG) umgesetzt.

### Definition und Schutzfristen
Lichtbilder entstehen technisch gesehen, indem Licht, Infrarot-, Röntgen- oder andere Strahlen strahlungsempfindliche Substanzen verändern und diese Veränderungen physikalisch, chemisch oder auf andere Weise festgehalten werden.
Das deutsche Urheberrecht unterscheidet zwischen einerseits geschützten (einfachen) Lichtbildern und (anspruchsvollen) Lichtbildwerken und andererseits nicht geschützten Bildern. Eine vergleichbare Unterscheidung kennen auch andere Länder, etwa Österreich. Die Abgrenzung ist stets von den Umständen des Einzelfalls abhängig, oft schwierig und damit gelegentlich Gegenstand rechtlicher Auseinandersetzungen.

#### Lichtbildwerke
Lichtbildwerke einschließlich der „Werke, die ähnlich wie Lichtbildwerke geschaffen werden“ sowie Filmwerke einschließlich der „Werke, die ähnlich wie Filmwerke geschaffen werden“, sind persönliche geistige Schöpfungen, die also über das Alltägliche hinausgehen und sich durch Individualität auszeichnen und ein Mindestmaß an Schöpfungshöhe besitzen. Sie sind rechtlich geschützt, § 2 Abs. 1 UrhG. Das Urheberrecht von Lichtbildwerken erlischt nach § 64 UrhG 70 Jahren nach dem Tode des Urhebers (lat. post mortem auctoris, p.m.a.), die Regelschutzfrist in der EU. Nach § 69 UrhG beginnen die Fristen mit dem Ablauf des Kalenderjahres, in dem das für den Beginn der Frist maßgebende Ereignis eingetreten ist.

#### Lichtbilder
Lichtbilder nach deutschem Recht sind „Lichtbilder und Erzeugnisse, die ähnlich wie Lichtbilder hergestellt werden“, die zwar keine Werkqualität aufweisen, aber doch eine persönliche Leistung darstellen. Sie werden entsprechend der für Lichtbildwerke geltenden Vorschriften geschützt, § 72 Abs. 1 UrhG.
Das Urheberrecht an (einfachen) Lichtbildern erlischt nach § 72 Abs. 3 UrhG 50 Jahre nach dem ersten Erscheinen des Bildes (oder nach der ersten erlaubten öffentlichen Wiedergabe etwa im Fernsehen oder Internet, falls dieses Datum früher liegt). Bei einer Nicht-Veröffentlichung innerhalb von 50 Jahren nach der Herstellung erlischt die Schutzfrist. In seltenen Fällen kann sich damit eine fast hundertjährige Schutzfrist ergeben. Beispiel: Ein Lichtbild aus dem Jahr 2000 wird knapp vor der Fünfzigjahresfrist im Jahre 2050 erstmals veröffentlicht und genießt dann einen Schutz bis Ende 2100.

### Reproduktionen
Bei Reproduktionen urheberrechtlich geschützter Vorlagen (Originale) ist die Zustimmung des Urhebers einzuholen (außer im Fall, dass eine gesetzliche Schranke greift). Bei der Reproduktion gemeinfreier Vorlagen wird danach unterschieden, ob es sich um zwei- oder dreidimensionale Vorlagen handelt.

#### Kein Schutz mechanischer Kopien zweidimensionaler Vorlagen
Allgemein anerkannt ist es, dass die mechanische Kopie (z. B. Xerographie, Fotokopie), die Digitalisierung (z. B. Scan mit dem Flachbettscanner), Fotografien von Originalfotografien (Bild vom Bild) kein eigenes Leistungsschutzrecht des Fotografen (§ 72 UrhG) entstehen lassen. Man spricht bei solchen (möglichst) originalgetreuen Abbildern auch von „technischer Reproduktion“.
Ähnlich bekräftigte der Bundesgerichtshof 2000 in der Telefonkarten-Entscheidung: „Unabhängig davon müßte das Bild, für das die Klägerin den Schutz des § 72 UrhG in Anspruch nimmt, mehr sein als eine bloße technische Reproduktion einer bestehenden Graphik. Denn der technische Reproduktionsvorgang allein begründet noch keinen Lichtbildschutz (vgl. BGH, Urteil vom 8. November 1989 – I ZR 14/88, GRUR 1990, 669, 673 – Bibelreproduktion, m.w.N.; Schricker/Vogel, Urheberrecht, 2. Aufl., § 72 UrhG Rdn. 22). Vielmehr ist ein Mindestmaß an persönlicher geistiger Leistung erforderlich, die dann zu verneinen ist, wenn ein Lichtbild oder ein ähnlich hergestelltes Erzeugnis nicht mehr als die bloße technische Reproduktion einer vorhandenen Darstellung ist.“

#### Kein Schutz von Reproduktionen gemeinfreier zweidimensionaler Werke
In einer Grundsatzentscheidung in dem Rechtsstreit der Mannheimer Reiss-Engelhorn-Museen gegen die Verwendung einer im Auftrag der Museen erstellten Fotografie eines gemeinfreien Gemäldes von Cäsar Willich auf Wikipedia und Wikimedia Commons hielt der Bundesgerichtshof 2018 in einer Grundsatzentscheidung fest, dass die Gemeinfreiheit des fotografierten Originals dem Schutz des Reproduktionsfotos nicht entgegensteht. Dieses Urteil trug zu der Regelung in Art. 14 der DSM-Richtlinie von 2019 bei, wonach durch die Reproduktion gemeinfreier Werke keine neuen Schutzrechte entstehen. Seit dem 7. Juni 2021 sind mit dem Gesetz zur Anpassung des Urheberrechts an die Erfordernisse des digitalen Binnenmarktes „nach § 68 UrhG auch originalgetreue Abbildungen gemeinfreier visueller Werke (zum Beispiel ein Gemälde, eine Skulptur oder eine Fotografie) nicht mehr durch Leistungsschutzrechte geschützt; unabhängig davon, ob die Abbildung vor oder nach dem Inkrafttreten der Reform angefertigt wurde. Nutzer können Reproduktionen (insbesondere einfache Fotos) visueller Werke also frei nutzen, beispielsweise kopieren oder im Internet veröffentlichen.“
Ob und wie möglichst originalgetreue fotografische Reproduktionen zweidimensionaler Vorlagen geschützt seien, war im deutschen Recht lange unklar bzw. umstritten. Heute wird allgemein anerkannt, dass fotografische Reproduktionen sich von rein mechanischen Kopien dadurch unterscheiden, dass sie ein „Mindestmaß an persönlicher geistiger Leistung“ voraussetzen.
Für die Abgrenzung von fotografischen Reproduktionen einerseits von rein mechanischen Kopien, andererseits von Lichtbildwerken waren die Urteile in den erwähnten Prozessen der Reiss-Engelhorn-Museen entscheidend. Im Leitsatz des BGH-Urteils heißt es: „Fotografien von (gemeinfreien) Gemälden oder anderen zweidimensionalen Werken unterfallen regelmäßig dem Lichtbildschutz nach § 72 UrhG.“ Zu ihrem möglichen Schutz als Lichtbildwerke äußerte sich das Urteil nicht; das Landgericht Berlin hatte diesen aber in einem der vorangehenden Prozesse für die strittigen Bilder bereits ausgeschlossen, weil die angestrebte Ähnlichkeit zur Vorlage die erforderliche Individualität ausschließe:

„Fotos sind als Lichtbildwerke geschützt, wenn sie das Ergebnis der eigenen geistigen Schöpfung des Urhebers sind. Dafür gilt die kleine Münze, sodass es keines besonderen Maßes an schöpferischer Gestaltung bedarf. Die Klägerin beansprucht dies vor allem wegen des technisch handwerklichen Aufwands. Dem ist nicht zu folgen. Der Gestaltungsspielraum des Museumsfotografen war durch die Aufgabe, eine möglichst originalgetreue Reproduktion des Gemäldes anzufertigen, um es in einem Museumskatalog abbilden zu können, auf eine technisch saubere Umsetzung beschränkt. […] Einer rein handwerklichen Leistung fehlt unabhängig von ihrer technischen Qualität grundsätzlich die für ein Lichtbildwerk erforderliche Individualität.“

Als Begründung für den Schutz von Reproduktionsfotografien als Lichtbild führten beide Gerichte die „handwerkliche Leistung“ bei der Herstellung möglichst originalgetreuer Abbildungen an. Der bis zur dritten Auflage von Gerhard Schricker herausgegebene Urheberrechtskommentar bezeichnet es 2020 allerdings als verbreitete Auffassung, dass die handwerkliche Leistung gerade keine Rolle für den Schutz von Fotografien nach § 72 spielen solle. Ein solcher Schutz setze nach der „überwiegenden Meinung in Literatur und Rechtsprechung […] neben der technischen Leistung ein Mindestmaß an persönlicher geistiger Leistung (nicht Schöpfung) voraus“.
Ob und unter welchen Bedingungen zweidimensionale Reproduktionen zweidimensionaler Vorlagen „Ergebnis der eigenen geistigen Schöpfung des Urhebers“ sein können (und dann als Lichtbildwerke nach § 2 geschützt wären), ist unklar. Die Kommentarliteratur hält dies teilweise für „ausnahmsweise“ möglich und verweist auf den Grad der Originaltreue als Abgrenzungskriterium zum Lichtbild.

#### Fotografien dreidimensionaler Vorlagen (2D/3D)
Bei der Fotografie dreidimensionaler Vorlagen, so das Oberlandesgericht Düsseldorf, hängt „der Eindruck, den die abgebildeten Kunstwerke hervorrufen, […] wesentlich davon ab, von welchem Standpunkt aus und bei welcher Beleuchtung sie aufgenommen worden sind“. Der Fotograf kann hier seine Kreativität einbringen. Das trifft beispielsweise zu für Fotos von räumlichen Kunstobjekten, Gebäuden und Menschen. Nach deutschem Recht stellt daher die zweidimensionale Reproduktion dreidimensionaler Vorlagen immer ein Lichtbild oder Lichtbildwerk dar und ist somit urheberrechtlich gemäß § 2 Abs. 1 oder § 72 Abs. 1 UrhG geschützt. Ist die Vorlage gemeinfrei, muss eine Reproduktion Werkcharakter haben (und ist dann nach § 2 UrhG geschützt), sonst ist sie nach §68 UrhG selbst gemeinfrei (siehe oben).

#### 3D-Reproduktionen (3D/3D)
Die dreidimensionale Reproduktionen räumlicher Objekte ist erst durch das Aufkommen von 3D-Scannern und 3D-Druckern in annähernd vergleichbarer Weise möglich, wie dies für zweidimensionale Vorlagen seit Aufkommen der Fotografie möglich war. Gesetze und Rechtsprechung berücksichtigen solche Fälle bislang nicht eigens. In der Literatur ist das Thema strittig.

#### Datenbanken
Liegen Reproduktionen in einer Datenbank (§ 87a UrhG) vor, was etwa bei größer angelegten Digitalisierungsprojekten und umfangreichen Websites der Fall sein dürfte, so ist die Entnahme nur nach Maßgabe des § 87b UrhG möglich, auch wenn die enthaltenen Bilder selbst gemeinfrei sind. Wiederholte und systematische Entnahmen könnten die berechtigten Interessen des Datenbankherstellers („Investitionsschutz“) verletzen. Der Schutz von 15 Jahren für die Datenbank verlängert sich immer dann, wenn eine wesentliche Investition erfolgt.

### Besonderheiten

#### Abbildung von Denkmälern und moderner Architektur
Werke wie etwa Bauwerke und Denkmäler, die sich dauerhaft an öffentlichen Wegen, Straßen oder Plätzen befinden, dürfen nach § 59 UrhG unbedenklich fotografiert werden.
Für die Panoramafreiheit ist wesentlich, dass die Lichtbilder von einem für das Publikum allgemein zugänglichen Ort aus aufgenommen wurden, so etwa 2003 in der Entscheidung Hundertwasser bekräftigt.
Bei der Auslegung der Formulierung „allgemein zugänglichen Ortes“ ist allerdings Vorsicht geboten: So versuchte etwa die Stiftung Preußische Schlösser und Gärten Berlin-Brandenburg seit 2008, Fotografen das Ablichten der in ihrem Besitz befindlichen Gebäude (also nahezu sämtlicher Schlösser in Berlin und Brandenburg) mittels einstweiliger Anordnungen zu verbieten, wobei man hier damit argumentierte, dass etwa Bilder vom Schloss Sanssouci nur dann verwertet werden dürften, wenn diese nicht aus dem Park selbst aufgenommen werden, da dieser Eigentum der Stiftung und damit nicht mehr „allgemein zugänglich“ sei (gleiches gilt für die Schlösser Charlottenburg, Rheinsberg etc.). Dem entgegen steht die unbestritten öffentliche Widmung der Schlösser und Parks, schließlich verwaltet die Stiftung kein Privateigentum im herkömmlichen Sinn. Gleichwohl hat sich der BGH in seinem Urteil vom 17. Dezember 2010 dafür entschieden, der Stiftung das Recht auf Erhebung eines Entgelts für gewerbliche Aufnahmen der von ihm verwalteten Objekte zuzuerkennen (siehe auch Recht am Bild der eigenen Sache).
Nach Ansicht der Fachliteratur fallen auch bleibend angebrachte Karten oder Texttafeln im Straßenbild unter die Panorama- oder Straßenbildfreiheit.
Die Panoramafreiheit gilt auch für Schneemänner, weil sie von Natur aus vergänglich sind. Grenzfälle dagegen sind z. B. Sand- und Eisskulpturen. Der von Christo und Jeanne-Claude im Jahre 1995 verhüllte Reichstag schließlich ist, weil er weder von Dauer noch von Natur aus vergänglich war, urheberrechtlich geschützt. Ausnahmen sind Fotos für rein private Zwecke und für die Berichterstattung über Tagesereignisse.
In Frankreich und vielen anderen Staaten gibt es keine Panoramafreiheit.

#### Privatsphäre
Nach deutschem Recht ist es außerdem nicht zulässig, über Mauern zu spähen oder andere Hindernisse zu überwinden oder Hilfsmittel wie Teleobjektive, Leitern oder auch Luftfahrzeuge zu verwenden, um in die geschützte Privatsphäre einer (prominenten) Person einzudringen.
Auch detailgenaue Luftbilder (siehe etwa Google Earth) können die Privatsphäre beeinträchtigen: „So gefährdet ein Garten-Luftbild, das auf Grund seiner Auflösung Gegenstände und Objekte im Garten sowie überhaupt dessen Gestaltung und damit die persönlichen Lebensumstände erkennen lässt, das Grundstück in seiner Eigenart als persönlicher Rückzugsort. Die belastende Wirkung ist umso größer, je mehr Daten das Luftbild enthält, die geeignet sind, die Anonymität des Grundstücks und damit der Privatheit aufzuheben.“

#### Recht am Bild der eigenen Sache
Ein Recht am Bild der eigenen Sache besteht in deutschsprachigen Ländern nur unter bestimmten Umständen. So begründet allein der Besitz oder das Eigentum an einer Sache noch kein Recht, Dritten die zweidimensionale Abbildung dieser Sache durch Fotografie, Malerei usw. in jedem Fall untersagen zu können. Das an sich berechtigte Bestreben von Fotografen, Aufnahmen „interessanter“, nicht urheberrechtlich geschützter Objekte zu machen, hebt allerdings nicht das Recht auf Ausübung des Hausrechts des Eigentümers eines Grundstücks oder Gebäudes auf. Dieser darf ein zum Zweck der Aufnahme erforderliches Betreten seiner Immobilie untersagen.

#### Bildrechte in Museen, Archiven und Bibliotheken
Museen, Archive, Bibliotheken und andere Eigentümer von Kulturgut (z. B. Kunstgegenständen) erheben Vermarktungsansprüche auf Abbildungen und Reproduktionen ihres Eigentums. Beim Fotografierverbot stützen sich Museen, Aussteller, Betreiber von Höhlen mit Wandzeichnungen und andere auf ihr Hausrecht. Für die Nutzung von Reproduktionen verlangen sie Reproduktionsgebühren, die nach dem Muster urheberrechtlicher Vergütungen gestaffelt sind. Bestehen besondere Rechtsgrundlagen (im Fall der Archive sind dies die Archivgesetze) oder unterliegt die Sammlung einem öffentlich-rechtlichen Regime, sind der Vermarktung Grenzen gezogen.

#### Bildrechte an Sachen auf privatem Raum
Fotografien, deren Abbildungsgegenstand gemeinfrei ist, stellen zwar keinen Verstoß gegen Urheberrechte, möglicherweise aber gegen andere Rechte dar, so wegen Verletzung des Hausrechts oder eines rechtswirksamen Fotografierverbots.
Entscheidungen zu diesem Themenbereich, insbesondere § 903 BGB (Befugnisse des Eigentümers) und § 1004 BGB (Beseitigungs- und Unterlassungsanspruch), sind unter anderem
- Schloss Tegel (BGH, Urteil vom 20. September 1974, Az. I ZR 99/73)[36]
- Friesenhaus (BGH, Urteil vom 9. März 1989, Az. I ZR 54/87)[37]
- Wayangfiguren (OLG Köln, Urteil vom 25. Februar 2003, Az. 15 U 138/02)[38]
- Preußische Schlösser und Gärten, (BGH, Urteil vom 17. Dezember 2010, Az. V ZR 45/10)[32]

Bloße auf dem Hausrecht basierende Verbote haben ebenso wie vertragliche Vereinbarungen zwischen dem Eigentümer und dem Besucher eines Grundstücks keine dingliche Wirkung, d. h. keine Wirkung gegenüber jedermann. Das Hausrecht versagt, wenn Dritte, die selbst gar nicht gegen die Hausordnung verstoßen haben, die Aufnahmen verwerten.
Aus diesem Grund wurde in den o. a. BGH-Urteilen „Schloss Tegel“ und „Preußische Schlösser und Gärten“ nicht mit einer Verletzung des Hausrechts, sondern mit einer Beeinträchtigung des Eigentumsrechts argumentiert.

#### Benutzung anonymer Werke
Bei anonymen Werken erlischt das Urheberrecht 70 Jahre nach der Veröffentlichung oder – bei Nichtveröffentlichung – nach der Schaffung (§ 66 UrhG). Vor einer unvorsichtigen Anwendung auf ältere Fotografien, deren Abzug keinen Fotografen nennt, ist jedoch zu warnen:
Zum einen gilt die Vorschrift über anonyme Werke nicht, wenn der Urheber im Zeitraum von 70 Jahren nach Herstellung der Fotografie seine Identität offenbart hat.
Zum anderen wies das frühere, bis 1995 bestehende Recht weitergehende Regelungen auf, die bei vor dem 1. Juli 1995 hergestellten Fotografien nach wie vor zu beachten sind. Für unveröffentlichte Werke galt die alte Fassung nicht, ebenso wenig für Werke, die erst posthum (nach dem Tode des Urhebers) erstmals veröffentlicht wurden: Obwohl der Urheber nicht bekannt war, konnte ein Rechtsnachfolger mit dem Hinweis auf die Urheberschaft und das Todesdatum des Urhebers gegen eine von dritter Seite 70 Jahre nach der Herstellung vorgenommene Erstveröffentlichung vorgehen. Dagegen betrifft § 66 Abs. 4 UrhG a.F. angeführte Ausnahme der Werke der bildenden Künste nicht die Lichtbildwerke.
Näheres unter Anonymes Werk (Urheberrecht).

#### Das Bildzitat nach § 51 UrhG
Ebenso wie bei Textzitaten besteht die Möglichkeit, auch ein urheberrechtlich geschütztes Bild als Bildzitat nach § 51 UrhG zu verwenden, „sofern die Nutzung in ihrem Umfang durch den besonderen Zweck gerechtfertigt ist“. Zu der Voraussetzung zählt unter anderen, dass das Bild nicht verändert wird und eine korrekte Quellenangabe erfolgt.
Das Bildzitat wird meist als „Großzitat“ angesehen, da das gesamte Bild wiedergeben wird. Das Filmzitat hingegen wird in der Regel als „Kleinzitat“ betrachtet, weil nur ein Filmausschnitt wiedergeben wird.

#### Einräumung von Bildrechten durch den Urheber
Wenn freiberuflich tätige Pressefotografen ihr Werk zum Abdruck im Printmedium übergeben, so umfasst diese Rechtseinräumung grundsätzlich nicht auch das Recht zur Nutzung der Fotos auf der Internet-Homepage, in einem Internet-Archiv oder auf CD.

#### Schutz der Erstausgaben von Fotos – Editio princeps
Nachgelassene Werke, die unveröffentlicht geblieben sind, sind nach Ablauf der Schutzfrist oder wenn sie nie geschützt waren, gemäß § 71 UrhG für 25 Jahre geschützt.

#### Benutzung amtlicher Werke
Anders als in den USA sind Fotografien von Bediensteten der deutschen Bundesverwaltung nicht gemeinfrei. Die Vorschriften über amtliche Werke beziehen sich so gut wie gar nicht auf bildliche Darstellungen.

#### Luftbildaufnahmen und militärische Anlagen
In Deutschland galt bis 1990 eine Genehmigungspflicht für Luftbildaufnahmen. Nach Art. 37 des 3. Rechtsbereinigungsgesetzes ist diese Genehmigungspflicht für Luftbildaufnahmen entfallen. Allerdings können sich aus § 109g Abs. 1 Strafgesetzbuch Fotografierverbote für militärische Anlagen oder Vorgänge ergeben, wenn dadurch die Sicherheit der Bundesrepublik Deutschland oder die Schlagkraft der Truppe gefährdet wird. Aus § 5 Abs. 2 Schutzbereichgesetz ergibt sich, dass ein gekennzeichneter Schutzbereich nicht ohne Genehmigung fotografiert werden darf.
Mit automatischen Kameras aufgenommene Luftbilder und Satellitenfotos sind als Lichtbilder, aber nicht als Lichtbildwerke anzusehen.
Das österreichische Bundesministerium für Inneres hat aber erklärt, dass von Luftbildern aus dem Web keine Gefahr für das Bundesheer ausgeht.

#### Recht am eigenen Bild
Das Recht am eigenen Bild ist ein Persönlichkeitsrecht. Jeder Mensch darf grundsätzlich selbst darüber bestimmen, ob überhaupt und in welchem Kontext Bilder von ihm veröffentlicht werden.
Einschränkungen gelten allerdings für „Personen der Zeitgeschichte“, wie Politiker, Sportler und Künstler. Paparazzi-Aufnahmen brauchen hingegen auch Prominente nicht immer zu dulden (EGMR, Beschwerde-Nr. 59320/00, 24. Juni 2004, Caroline von Monaco).

#### Röntgenaufnahmen
Röntgenaufnahmen sind zumindest einfache Lichtbilder gemäß § 72 UrhG. Wer die Aufnahme herstellt, also in der Regel der MTRA oder Radiologe, ist der Lichtbildner. Dieser kann damit auch die Rechte für sich in Anspruch nehmen und von ihm erstellte Röntgenbilder unter einer von ihm gewählten Lizenz veröffentlichen.
Dabei muss er prinzipiell das Recht am eigenen Bild des Patienten berücksichtigen. Da dieses jedoch nur bei Erkennbarkeit des Patienten gegeben ist, spielt es selten eine Rolle. In speziellen Einzelfällen (z. B. eine bestimmte, auch äußerlich erkennbare Verstümmelung oder ein mit abgebildeter wiedererkennbarer Körperschmuck wie z. B. ein besonderes Piercing) ist jedoch auch dann die Erlaubnis des Patienten zur Veröffentlichung einzuholen, wenn die Erkennbarkeit nur prinzipiell gegeben ist, ohne dass dies konkret geschehen ist.
Wenn ein Patient eine Röntgenaufnahme, die von ihm selbst (einem Körperteil von ihm) angefertigt wurde, veröffentlichen möchte, bedarf dies grundsätzlich der Zustimmung des anfertigenden MTRA oder Radiologen, da dieser der Urheber ist. In Deutschland ist unabhängig davon nach der Strahlenschutzverordnung jeder Radiologe verpflichtet, einem Patienten eine Kopie seiner Röntgenbilder (inklusive des Befundes und weiterer Daten) auf Wunsch auszuhändigen, was jedoch nichts an den Urheberrechtsverhältnissen ändert. Auch die Weitergabe an einen weiterbehandelnden Arzt oder Zahnarzt ist bezüglich dieser Frage nicht anders zu betrachten. Somit muss ein Arzt, der so genannte Fremdaufnahmen, also vom Patienten mitgebrachte Bilder eines anderen Radiologen, veröffentlichen möchte, die Zustimmung dieses Radiologen einholen.
Das oben gesagte gilt entsprechend auch für ähnliche Untersuchungsergebnisse insbesondere per Computertomographie, Magnetresonanztomographie, Szintigrafie, Positronen-Emissions-Tomographie und Ultraschall.

#### Fahndungsfotos
In Deutschland dürfen nach § 24 KUG (Ausnahmen im öffentlichen Interesse) von den Behörden für Zwecke der Rechtspflege und der öffentlichen Sicherheit Bildnisse „ohne Einwilligung des Berechtigten sowie des Abgebildeten oder seiner Angehörigen vervielfältigt, verbreitet und öffentlich zur Schau gestellt werden“. Dies betrifft das Recht am eigenen Bild des mutmaßlichen Täters. Die Urheberrechte des Fotografen werden durch § 45 Abs. 2 UrhG eingeschränkt.
Solche Bildveröffentlichungen in Presseorganen (oder im Fernsehen, siehe Aktenzeichen XY … ungelöst) sind nur im Rahmen von Fahndungsaufrufen zulässig. Das Recht am eigenen Bild des mutmaßlichen Täters muss zurücktreten, wenn dieser als Person der Zeitgeschichte eingeschätzt werden kann (§ 24 Abs. 1 Nr. 1 KUG). Beachtet werden sollte aber in jedem Fall, dass nach einer Verurteilung und Verbüßung einer Strafe die weitere Bildberichterstattung der Resozialisierung im Wege stehen könnte (vgl. Pressecodex) und daher gegebenenfalls zu unterbleiben hat (siehe auch Lebach-Urteil). Das Landgericht Berlin untersagte 2007 in seinem Urteil, das Bild von Eva Haule auf dem Faksimile eines BKA-Fahndungsplakats aus dem Jahr 1985 „im Zusammenhang mit Berichten über deren Haftlockerungen und bevorstehender Entlassung zu verbreiten“.
Wichtig ist: Nur behördliche Fahndungsaufrufe können Fotografien ohne Zustimmung des Fotografen nutzen. Werden Fahndungsbilder in der journalistischen Berichterstattung oder im Internet verwendet, so müssen – abgesehen von der Möglichkeit des Bildzitats – die Rechte normal erworben werden, da § 45 UrhG als Rechtsgrundlage ausscheidet.
Angesichts der Vorschrift des § 45 UrhG, die für Fahndungszwecke bereits eine unbeschränkte Nutzung garantiert, ist nicht davon auszugehen, dass Fahndungsfotos amtliche Werke im Sinne von § 5 UrhG sind. Fahndungsplakate dürften keine amtlichen Bekanntmachungen nach § 5 Abs. 1 UrhG sein, da ihnen ein regelnder Inhalt fehlt. Gegen die Anwendung von Absatz 2 spricht, dass kein allgemeines Interesse an der Kenntnisnahme unabhängig von Fahndungszwecken zu bejahen ist.

#### Lichtbilder im Strafvollzug
Nach den §§ 86, 86a Strafvollzugsgesetz dürfen Strafgefangene unbeschadet der Regelungen betreffend das Recht am eigenen Bild (§ 22 ff. KUG) während des Strafvollzuges mit ihrem Wissen abgelichtet werden. Aufnahmen, die nicht erkennungsdienstlichen Zwecken dienen, sind nach der Entlassung zu vernichten.

#### Geldscheine
Die Veröffentlichung von Geldscheinen, beispielsweise durch Abbildung im Internet, darf nicht zu der Verwechslungsannahme führen, es mit handelsüblichem, „echtem“ Geld zu tun zu haben oder anderen Reproduktionsmöglichkeiten zur Verfügung stehen, sonst sind sie unrechtmäßig. Ein Veröffentlichen von Euro-Banknoten ist aber rechtmäßig, wenn nicht mehr als ein Drittel des Scheines auf der Aufnahme zu sehen ist oder die Qualität der Reproduktion eine Verwechslungsmöglichkeit mit echten Banknoten ausschließt, steht jedoch nach wie vor unter einem allgemeinen Urheberrechtsvorbehalt der Europäischen Zentralbank (§ 128 Abs. 1 Nr. 1 des Gesetzes über Ordnungswidrigkeiten).

#### Briefmarken
In Deutschland wurden Amtliche Briefmarken im Amtsblatt des Bundespostministers (aufgelöst zum 1. Januar 1998, seitdem herausgegeben vom Bundesministerium der Finanzen, Referat Postwertzeichen) bekannt gemacht. Das Landgericht München I bestätigte diese Werke 1987, auch wenn sie von einer Privatperson entworfen wurden, als Amtliche Werke und gemeinfrei. Die Bekanntgabe durch das Finanzministerium findet heute nicht mehr über ein Amtsblatt, sondern nur noch auf dessen Website statt. 2012 entschied das Landgericht Berlin gestützt auf die herrschende Meinung in der Literatur gegenteilig (siehe Briefmarke).

#### Schutz von geschützten Tieren
Mehrere Rechtsvorschriften (unter anderem § 44 Abs. 1 Nr. 2 BNatSchG) sehen vor, dass besonders geschützte Tierarten nicht durch das Fotografieren belästigt werden dürfen. Im Zweifel muss man also auf Aufnahmen verzichten, wenn die Tiere dadurch gestört werden.

#### Rechtswidrig erlangte Aufnahmen
Bei der Verbreitung von Aufnahmen, die bei Undercover-Recherchen hergestellt wurden, ist eine Güterabwägung vorzunehmen. In der Regel kann der Verletzer des Hausrechts oder arbeitsvertraglicher Pflichten auf Unterlassung in Anspruch genommen werden, doch gibt es auch Fälle, bei denen das öffentliche Interesse an der Aufdeckung von Missständen überwiegt und die Meinungsfreiheit zum Tragen kommt. Um eine differenzierte Beurteilung bemühte sich das Oberlandesgericht Hamm im Fall verdeckter Aufnahmen in einem Labor, das Tierversuche durchführte.

#### Bildrechte mit Hilfe des Markenrechts
Es gibt auch Versuche, sich die Bildrechte an gemeinfreien Werken markenrechtlich zu sichern. Das Bundespatentgericht hat im Jahre 1997 den Versuch, die Mona Lisa als Bildmarke eintragen zu lassen, unterbunden (BPatG vom 25. November 1997, Mona Lisa als Marke).

#### Schutz als Geschmacksmuster
Nach dem Geschmacksmustergesetz kann der Inhaber des Rechtes auch die kommerzielle Abbildung des geschützten Geschmacksmusters kontrollieren.
Die Deutsche Bahn AG hat sich den ICE-Zug als Geschmacksmuster eintragen lassen und verlangt seit 2001 für gewerbliche Abbildungen eine Gebühr.